# Gateshead International Stadium
Das Gateshead International Stadium ist ein Fußballstadion mit Leichtathletikanlage in Felling, einem Vorort von Gateshead, Vereinigtes Königreich. Es ist eine Metrostation von Gateshead entfernt gelegen.

## Geschichte
Erbaut wurde das Stadion 1955 für 30.000 £ und hieß früher Gateshead Youth Stadium (deutsch: ‚Gateshead Jugendstadion‘). Am 1. Juli 1961 fand mit dem Vaux Breweries International Athletics Meet die erste internationale Leichtathletikveranstaltung statt. Nach einem Brand 1971 und dem folgenden Abriss des Redheugh Parks als Spielstätte des AFC Gateshead wurde es bis 1974 grundlegend renoviert, 1981 ans Metronetz angeschlossen und in den 1980er Jahren die Infrastruktur mit Fußballplatz, Sport- und Turnhalle, Laufbahnbelagerneuerung ausgebaut, sowie 2010 erneut erweitert.
Vornehmlich wird die Anlage für nationale und internationale Leichtathletikveranstaltungen genutzt. Fünf Weltrekorde wurden in dem Stadion aufgestellt, einer davon durch Asafa Powell 2006 und zwei durch Jelena Issinbajewa.
Neben der Leichtathletik sind auch andere Sportarten angesiedelt. Es ist beispielsweise Heimatstadion des ‚Gateshead football club’ und beherbergt den Rugby-Verein ‚Gateshead Thunder’, wovon auch der Spitzname ‚Thunderdome’ für das Stadion abgeleitet ist.

## Galerie

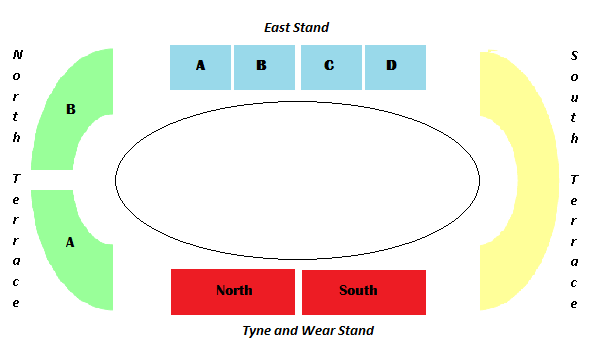
Tribünenplan des Stadions